# Éric Lombard
Éric Lombard (ur. 16 maja 1958 w Boulogne-Billancourt) – francuski menedżer związany z sektorem bankowym i ubezpieczeniowym, od 2024 minister gospodarki, finansów oraz suwerenności przemysłowej i cyfrowej.

## Życiorys
W 1981 został absolwentem szkoły biznesowej HEC Paris. Dołączył następnie do banku Paribas, pracował w działach relacji międzynarodowych i zarządzania finansami. W latach 1989–1993 był zatrudniony jako doradca członków francuskiego rządu. Powrócił następnie do banku Paribas, po fuzji pozostał pracownikiem BNP Paribas. Obejmował stanowiska menedżerskie, odpowiadał m.in. za fuzje i przejęcia oraz bankowość inwestycyjną. W 2004 został dyrektorem generalnym BNP Paribas Cardif, a w 2006 objął również stanowisko prezesa tego przedsiębiorstwa. W 2013 przeszedł do Generali France, francuskiego oddziału włoskiego ubezpieczyciela Assicurazioni Generali. Został jego dyrektorem generalnym, a w 2015 również prezesem; zarządzał tą instytucją do 2017. Był również dyrektorem w banku inwestycyjnym Bpifrance.
W latach 1995–2001 zasiadał w radzie miejscowości Fontenay-sous-Bois. Członek think tanku Cercle des économistes, był też skarbnikiem think tanku Gracques. W 2017 powołany na dyrektora generalnego publicznej instytucji finansowej Caisse des dépôts et consignations.
W grudniu 2024 objął urząd ministra gospodarki, finansów oraz suwerenności przemysłowej i cyfrowej w powstałym wówczas rządzie François Bayrou.

## Odznaczenia
- Legia Honorowa klasy V (2013)[5] i IV (2023)[6]
- Komandor 1. Stopnia Orderu Danebroga (Dania, 2025)[7]